# Dorothea Tieck
Dorothea Tieck (Berlín, Brandeburgo, marzo de 1799 – Dresde, 21 de febrero de 1841) fue una traductora alemana, célebre por sus traducciones de Cervantes y  William Shakespeare.

## Biografía
Dorothea Tieck nació en Berlín en 1799. Fue la hija primogénita del escritor Ludwig Tieck y de Amalie Alberti. Desde su juventud demostró un talento lingüístico que le llevó a aprender francés, inglés, italiano y español, además de griego y latín. Esto le permitió leer las obras de Shakespeare, Calderón, Homero, Tito Livio, Horacio y Dante en su idioma original. Pronto se convirtió en ayudante de su padre y le apoyó en sus estudios y en su trabajo. 
Colaboró con su padre, Ludwig Tieck y su círculo literario romántico, que incluía personalidades como August Wilhelm Schlegel y Wolf Heinrich Graf von Baudissin. Completó la traducción de las obras de Shakespeare que su padre había comenzado junto a Schlegel y Baudissin, y también trabajó en las obras de Miguel de Cervantes, como Los trabajos de Persiles y Sigismunda, y otros escritores españoles. 
En sus traducciones no siempre se mencionaba el nombre de Dorothea Tieck. El nombre de su padre, Ludwig Tieck, aparecía a menudo como editor y aportaba prólogos o epílogos en los que aludía veladamente al traductor.
Además de su labor literaria, Tieck participó en la asociación católica de mujeres enseñando manualidades a niñas pobres.
Tras enfermar de sarampión, murió a causa de una fiebre nerviosa en Dresde en 1841. Su tumba no se conserva pero su figura está conmemorada con una placa en el cementerio.

## Traducciones
Dorothea Tieck contaba con conocimientos de francés, italiano, español, portugués, latín y griego clásico. Trabajó en obras de Miguel de Cervantes, como Los trabajos de Persiles y Sigismunda, y en composiciones de otros escritores españoles. Entre sus trabajos más notables están sus traducciones de William Shakespeare, en particular su traducción de Macbeth, que fue publicada en repetidas ocasiones. Tieck tradujo todos los sonetos de este autor, y en el prólogo de su versión, Ludwig Tieck agradeció el trabajo de Dorothea a un «joven amigo», manteniendo oculta su verdadera identidad.
Entre sus traducciones también figuran:
- Friar Bacon y Friar Bungay de Robert Greene (1823) (en alemán: Die wunderbare Sage von Pater Baco)
- Arden de Faversham (1823)
- Vida del escudero Marcos de Obregón de Vicente Espinel (1827) (en alemán: Leben und Begebenheiten des Escudero Marcos Obrégon)
- Mucho ruido y pocas nueces de William Shakespeare (en colaboración con Wolf Heinrich Graf von Baudissin, 1830) (en alemán: Viel Lärm um Nichts)
- La fierecilla domada (en colaboración con Wolf Heinrich Graf von Baudissin, 1831) (en alemán: Der Widerspenstigen Zähmung)
- Coriolano de William Shakespeare (1832) (en alemán: Coriolan)
- Los dos hidalgos de Verona de William Shakespeare (1832) (en alemán: Die beiden Veroneser)
- Timón de Atenas de William Shakespeare (en alemán: Timon von Athen)
- Cuento de invierno de William Shakespeare (en alemán: Ein Wintermärchen)
- Cimbelino de William Shakespeare
- Life and Letters of George Washington de Jared Sparks (1839) (en alemán: Leben und Briefe George Washingtons)